# Assembleia de Deus em Abreu e Lima
A Igreja Evangélica Assembleia de Deus em Abreu e Lima ( IEADALPE) é um ministério da Assembleia de Deus em Pernambuco. Fundada em 1928 através do Missionário sueco Joel Carlson. O prenúncio deu-se em 1927, município de Abreu e Lima era nominado de Maricota, distrito do município de Paulista. 

## Origem
Em 1927, Israel Carneiro, chega numa localidade denominada Maricota com a mensagem pentecostal.  O primeiro culto pentecostal aconteceu nesse mesmo ano, com apenas dez crentes. 1928 tornou-se a data oficial do início da denominação no município, pelo fato de naquele ano, o missionário Joel Carlson ter realizado batismos na região.

## Autonomia
No dia 15 de outubro de 1953, o então pastor de Abreu e Lima, João de Paiva, resolveu dar autonomia jurídica sobre as Assembleias de Deus em Pernambuco(IEADPE), sediada no Recife. Não aceitando a autonomia, a matriz decidiu destituir o pastor do cargo. Certo é que Paiva foi sucedido justamente por José Rosa dos Santos. E foi na sua interinidade como pastor em Recife, que pastor Paiva tentou num gesto unilateral dar autonomia a igreja. A autonomia só ocorreu em 1981 na gestão do Pr.Isaac Martins Rodrigues, através da Convenção Geral das Assembleias de Deus no Brasil. 

## Atualidade
Atualmente, a igreja possui cerca de 200 mil membros e 700 templos espalhados por Pernambuco. É presidida desde 2004 pelo Pr. Roberto José dos Santos. Através do Centro de Desenvolvimento Integral Neusa Rodrigues e Estrela de Bethel, assistem mais de mil crianças carentes pelo Estado, além de missões no exterior. 
1. ↑  SANTOS, Roberto José (2008). Assembleia de Deus em Abreu e Lima - 80 Anos: síntese histórica. Abreu e Lima: Flamar
2. 1 2  FREITAS, Jairo de (2020). 100 anos da Assembleia de Deus em Pernambuco: a história completa. Recife: Café com Literatura. pp. 93–96. ISBN 978-6599369384
3. ↑  ANDRADE, Moises Germano de (2010). Uma história social da Assembleia de Deus: a conversão religiosa como forma de ressocializar pessoas oriundas da criminalidade. Recife: Universidade católica de Pernambuco. Pró-reitoria Acadêmica. Curso de Mestrado em Ciências da religião
4. ↑  ANTONIAZZI, Alberto (1994). Nem anjos nem demônios; interpretações sociológicas do pentecostalismo. Petrópolis: Vozes
5. ↑  «Pastor Roberto José recebe a Medalha do Mérito José Mariano». Câmara Municipal do Recife - PE. Consultado em 11 de maio de 2024